# C/2014 R1 (Borisov)
C/2014 R1 (Borisov) — одна з короткоперіодичних комет типу комети Галлея. Ця комета була відкрита 5 вересня 2014 року; вона мала 16.0m на час відкриття.